# Gare de Poix-Terron
Ne doit pas être confondu avec Gare de Poix-de-Picardie ou Gare de Poix-Saint-Hubert.
La gare de Poix-Terron est une gare ferroviaire française de la ligne de Soissons à Givet, située à proximité du centre-ville sur le territoire de la commune de Poix-Terron, dans le département des Ardennes en région Grand Est. Elle dessert notamment le CFA BTP des Ardennes.
Elle est mise en service en 1858 par la Compagnie des chemins de fer des Ardennes. Fermée à la fin du XXe siècle elle est rouverte en 2011.
C'est une halte voyageurs de la Société nationale des chemins de fer français (SNCF) desservie par des trains régionaux TER Grand Est.

## Situation ferroviaire
Établie à 178 mètres d'altitude, la gare de Poix-Terron est située au point kilométrique (PK) 126,2 de la ligne de Soissons à Givet, entre les gares ouvertes d'Amagne - Lucquy et de Mohon.
La ligne comporte deux voies qui disposent de deux quais en gare.

## Histoire
La station de Poix-Terron est mise en service le 15 septembre 1858 par la Compagnie des chemins de fer des Ardennes, lorsqu'elle ouvre à l'exploitation la section de Rethel à Charleville de la ligne de Soissons à Givet.
Elle possédait, avant la Première Guerre mondiale, un bâtiment voyageurs (B.V.) « Est » de type C qui fut détruit par faits de guerre et remplacé par une gare type « Reconstruction » de taille moyenne, construite en 1920. Elle est munie d'une aile de cinq travées qui servait de guichet, de salle d'attente, et de local pour les bagages.
Deux employés du chemin de fer sont broyés par le train express de Paris, le 13 août 1923 .
À la fin du XXe siècle la gare devient une simple halte avant d'être entièrement fermée au trafic des voyageurs et des marchandises.

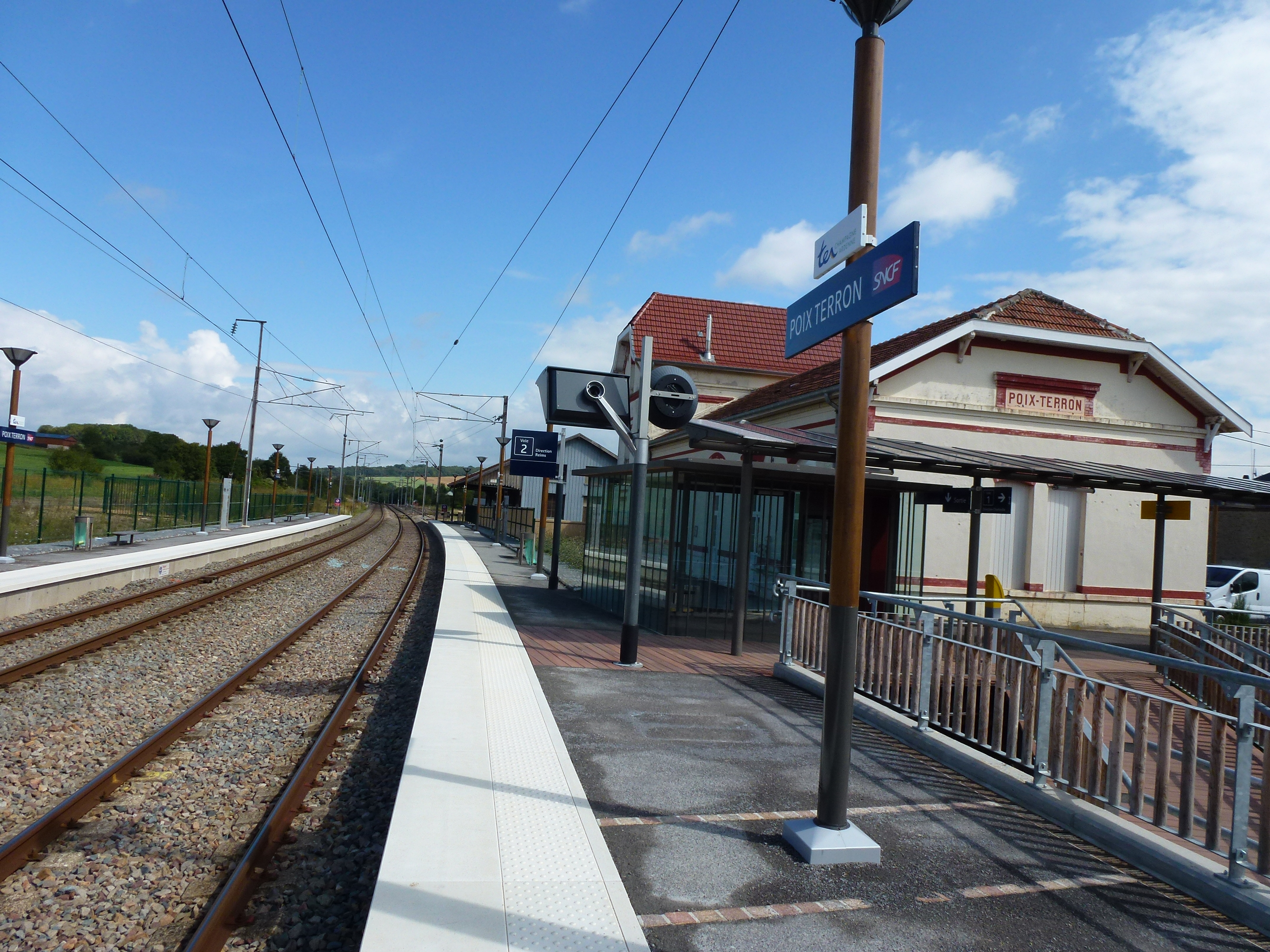
Intérieur de la nouvelle halte en 2012.

L'ouverture en 2009 d'un Centre de formation d'apprentissage (CFA), permet l'annonce de la confirmation du projet d'une réouverture de la halte voyageurs, pour faciliter le transport des apprentis. Les travaux débutent au printemps 2011, ils représentent un coût global de 3,44 millions d'euros cofinancé par l'État, la région, le département, la commune, la Communauté de communes des crêtes préardennaises, RFF et la SNCF. Le refonte de l'ancienne halte consiste notamment à créer un souterrain, réaliser deux quais de 120 mètres de long et 55 cm de hauteur pour l'accessibilité dans les TER de nouvelle génération, un abri à vélo fermé et sécurisé et un parking pour les véhicules. Les aménagements sont inscrits dans une démarche « éco-durable » avec des abris en bois à la toiture végétalisée, des éclairages à faible consommation et une verrière photovoltaïque.
Le 29 août 2011, c'est la mise en service de la nouvelle halte voyageurs de Poix-Terron. Cet évènement est fêté le 1er octobre 2011, jour de l'inauguration, en présence des représentants des principales structures qui ont financé cette opération. À cette occasion un Autorail grande capacité (AGC) est baptisé aux couleurs de la commune et une exposition sur l'histoire locale du chemin de fer est installée d'abord en gare puis d'en d'autres lieux de la commune.
En 2012, un an après le bilan est satisfaisant, la halte est fréquentée par un millier de personnes chaque semaine, des apprentis comme c'était prévu mais aussi des habitants de la commune et de celles environnantes. La desserte offre 14 arrêts quotidiens de trains.

## Fréquentation
Selon les estimations de la SNCF, la fréquentation annuelle de la gare figure dans le tableau ci-dessous
.
| Année     | 2015   | 2016   | 2017   | 2018   | 2019   | 2020   | 2021   | 2022    | 2023    | 2024    |
| --------- | ------ | ------ | ------ | ------ | ------ | ------ | ------ | ------- | ------- | ------- |
| Voyageurs | 62 413 | 70 173 | 77 877 | 79 069 | 89 351 | 87 037 | 93 089 | 100 007 | 109 534 | 115 969 |

## Service des voyageurs

### Accueil
Halte voyageurs SNCF, c'est un point d'arrêt non géré (PANG) à accès libre avec deux quais équipés d'abris. Un point de vente de titres de transports TER est ouvert tous les jours dans une boutique de fleuriste au no 36 de la grande rue de Poix-Terron
Un souterrain permet la traversée des voies et le passage d'un quai à l'autre.

### Desserte
Poix-Terron est desservie par des trains régionaux du réseau TER Grand Est, dont les destinations sont les gares de Champagne-Ardenne TGV ou Sedan.

### Intermodalité
Un parc pour les vélos et un parking pour les véhicules y sont aménagés.

## Patrimoine ferroviaire
Inutilisé pour le service ferroviaire, l'ancien bâtiment voyageurs a été remis en état (restauration des façades) par la SNCF, après l'ouverture de la nouvelle halte.
Il s'agit d'un type de bâtiment érigé par la Chemins de fer de l'Est pour remplacer les gares détruites lors de la Première Guerre mondiale dont le plan type est apparu avant-guerre, en 1903, et a également été bâti, jusqu'au début des années 1930 sur les lignes nouvelles ou en remplacement de bâtiments devenus trop étriqués.
Trois types standard ont été construits, un pour les gares importantes, un pour les gares moyennes et un pour les haltes et petites gares, celui de Poix-Terron correspond au second type, plus large que les haltes mais avec un petit logement de fonction pour le chef de gare.